# Masasteron barkly
Masasteron barkly là một loài nhện trong họ Zodariidae.
Loài này thuộc chi Masasteron. Masasteron barkly được Barbara C. Baehr miêu tả năm 2004.